# Habrophallos collaris
Habrophallos collaris is een slang uit de familie draadwormslangen (Leptotyphlopidae) en de onderfamilie Epictinae.

## Naam en indeling
De wetenschappelijke naam van de soort werd voor het eerst voorgesteld door Marinus Steven Hoogmoed in 1977. Oorspronkelijk werd de wetenschappelijke naam Leptotyphlops collaris gebruikt, de slang behoorde lange tijd tot het geslacht Epictia en staat in veel literatuur onder de verouderde naam Epictia collaris bekend.
De soort werd in 2019 door Angele Martins, Claudia Koch, Roberta Pinto, Manuella Folly, Antoine Fouquet, Paulo Passos aan het geslacht Habrophallos toegewezen en is tegenwoordig de enige vertegenwoordiger van deze monotypische groep.
De geslachtsnaam Habrophallos betekent vrij vertaald 'sierlijke penis' en slaat op de bouw van de geslachtsorganen van de mannetjes die afwijken van die van verwante soorten. De soortaanduiding collaris betekent vrij vertaald 'halkskraag' en verwijst naar de gele band achter de kop.

## Uiterlijke kenmerken
De slang bereikt een lichaamslengte van 9 tot 12 tot centimeter. De kop is lastig te onderscheiden van het lichaam door het ontbreken van een insnoering. De ogen zijn sterk gedegenereerd en de slang is zo goed als blind. Habrophallos collaris heeft 14 rijen schubben in de lengte op het midden van het lichaam. Onder de staart zijn 13 tot 15 staartschubben aanwezig. De staartpunt is stekel-achtig. De lichaamskleur is bruin, de onderzijde is lichter. DE staartpunt is geel van kleur, de slang heeft een gele band vlak achter de kop.

## Verspreiding en habitat
De soort komt voor in delen van Zuid-Amerika en leeft in de landen Suriname, Frans-Guyana en Brazilië. De habitat bestaat uit vochtige tropische en subtropische laaglandbossen. De soort is aangetroffen van zeeniveau tot op een hoogte van ongeveer 450 meter boven zeeniveau.

## Beschermingsstatus
Door de internationale natuurbeschermingsorganisatie IUCN is de beschermingsstatus 'veilig' toegewezen (Least Concern of LC).